# Judaïsme réformé
Le judaïsme réformé, aussi appelé judaïsme libéral, ou progressiste, est un courant du judaïsme apparu en Allemagne au siècle des Lumières, dans la mouvance de la Haskala lancée par Moses Mendelssohn.

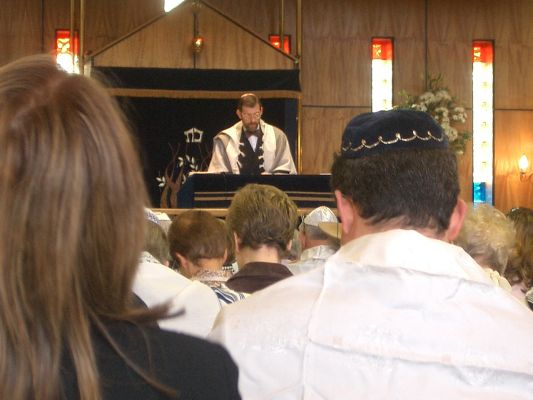
Une célébration dans une synagogue réformiste avec mixité où la participation des hommes et des femmes est égalitaire.

Au XIXe siècle, dans un contexte historique d’évolution vers l’émancipation des Juifs, les tensions entre la société moderne et le mode de vie des communautés israélites traditionnelles se firent plus aiguës qu'auparavant. Divers courants de pensée naquirent alors qui, encourageant les juifs à embrasser la modernité, les invitaient à se mêler à la société extérieure. Les Jüdische Reform-Genossenschaft (« unions judaïques réformées ») de Francfort-sur-le-Main et de Berlin furent les premières à recevoir une existence officielle. Une des figures de proue du courant réformé fut Samuel Holdheim.
Une majorité des communautés réformées est regroupée dans l'Union mondiale du judaïsme progressiste - World Union for Progressive Judaism - fondée à Londres en 1926, dont le siège se trouve à Jérusalem. La WUPJ revendique environ 3 millions de membres dans une quarantaine de pays.

## Principes et valeurs du judaïsme réformé
- Le peuple d'Israël a été élu, et doit se concevoir comme la force motrice de l'humanité selon la prophétie d’Isaïe : « Je t’ai placé comme une lumière pour les nations ». Le peuple élu est chargé d'une mission auprès de tous les êtres humains, en pratiquant activement la tsedaka à l’échelle de la société et en œuvrant pour la rédemption du monde (tikkoun olam), qui amènera l’ère messianique. Le judaïsme réformé ne croit pas en un Messie personnalisé.
- La Bible hébraïque et le Talmud sont des textes fondateurs, mais s'ils sont d'inspiration divine, ils sont de rédaction humaine, et pratiquer la lecture critique est admis.
- L'histoire du judaïsme montre une évolution de la tradition dans le temps et la Halakha (loi juive) doit donc être adaptée aux normes et valeurs de l'époque, ce qui signifie, au XXIe siècle, la prise en compte de la raison et de l’éthique actuelles, ainsi que de la liberté de conscience individuelle. Il en ressort que si la valeur spirituelle et morale qui sous-tend les mitzvot (commandements) reste fondamentale, l'aspect rituel ne l'est pas toujours car le rite est un moyen et non une fin en soi. Chacun choisit donc sa pratique et sa croyance. Cependant, tout en laissant au croyant beaucoup de latitude dans les modalités concrètes du rituel, le mouvement réformé contemporain insiste sur l'importance des rites marquant la vie juive qu'avaient voulu abolir les anciens mouvements réformés radicaux : chabbat, fêtes juives, usage liturgique de l'hébreu, rites de passage.

Ces rites se distinguent cependant toujours de ceux du judaïsme orthodoxe :
- La cacherout n’exige pas de changement de vaisselle et ne doit pas entraîner l’isolement des juifs la pratiquant.
- La liturgie contient toujours, en parallèle à l'hébreu, de nombreux passages dans la langue du pays, et sont supprimés les passages considérés en contradiction avec la vie moderne, par exemple la bénédiction « Loué sois-Tu… qui ne m'as pas fait femme »[1] Distinction considérable du modèle orthodoxe, les offices de prière réformés font usage d’instruments de musique et de choristes pour entraîner la congrégation.
- Le judaïsme réformé est égalitaire, ayant aboli la séparation des hommes et des femmes lors des offices. Les femmes sont comptées dans le minian. Les rites de passage (excepté la circoncision) sont les mêmes pour les deux sexes. Il n'est pas rare que des femmes occupent le poste de rabbin, portent le talit et les tephiline, traditionnellement réservés aux hommes, ou soient appelées à lecture de la Torah.
- Le judaïsme réformé n'accepte généralement pas les mariages interreligieux, mais facilite grandement la conversion du futur conjoint, après un enseignement religieux que le conjoint juif doit également suivre. Aux États-Unis, certains rabbins réformés célèbrent les mariages mixtes si le couple promet de mener une vie juive et d'élever leurs enfants dans cette religion, et acceptent les conjoints non juifs comme membres de la synagogue, ou même comme titulaires de certaines fonctions pendant les offices.
- Le guett (divorce selon la loi juive) est accordé de façon égalitaire : la femme et l’homme signent tous deux le certificat, et il est accordé dès que le divorce civil a été enregistré, alors que le judaïsme orthodoxe requiert la répudiation de la femme au moyen d'un acte qu'il a écrit. Les mouvements réformés ont en outre prévu des dispositions légales permettant aux femmes d’obtenir le guett.
- Le mouvement réformé accepte généralement le principe du double lignage non exclusif, considérant comme Juifs les enfants dont seul le père est Juif et qui ont reçu une éducation juive, alors que pour les orthodoxes l'appartenance religieuse est rigoureusement fonction de celle de la mère.
- Les demandes de conversion sont reçues pourvu que le postulant fasse preuve de sincérité et suive un enseignement religieux complet d’environ deux ans.
- Le mouvement réformé prône l'intégration dans la nation du pays hôte. À son origine, il rejete donc le projet sioniste. Cette position est reconsidérée après la Seconde Guerre mondiale et la Shoah. Bien que ne faisant pas activement la promotion de l'immigration en Israël, il assiste ceux qui désirent la faire. Il soutient le processus de paix.

## En Allemagne

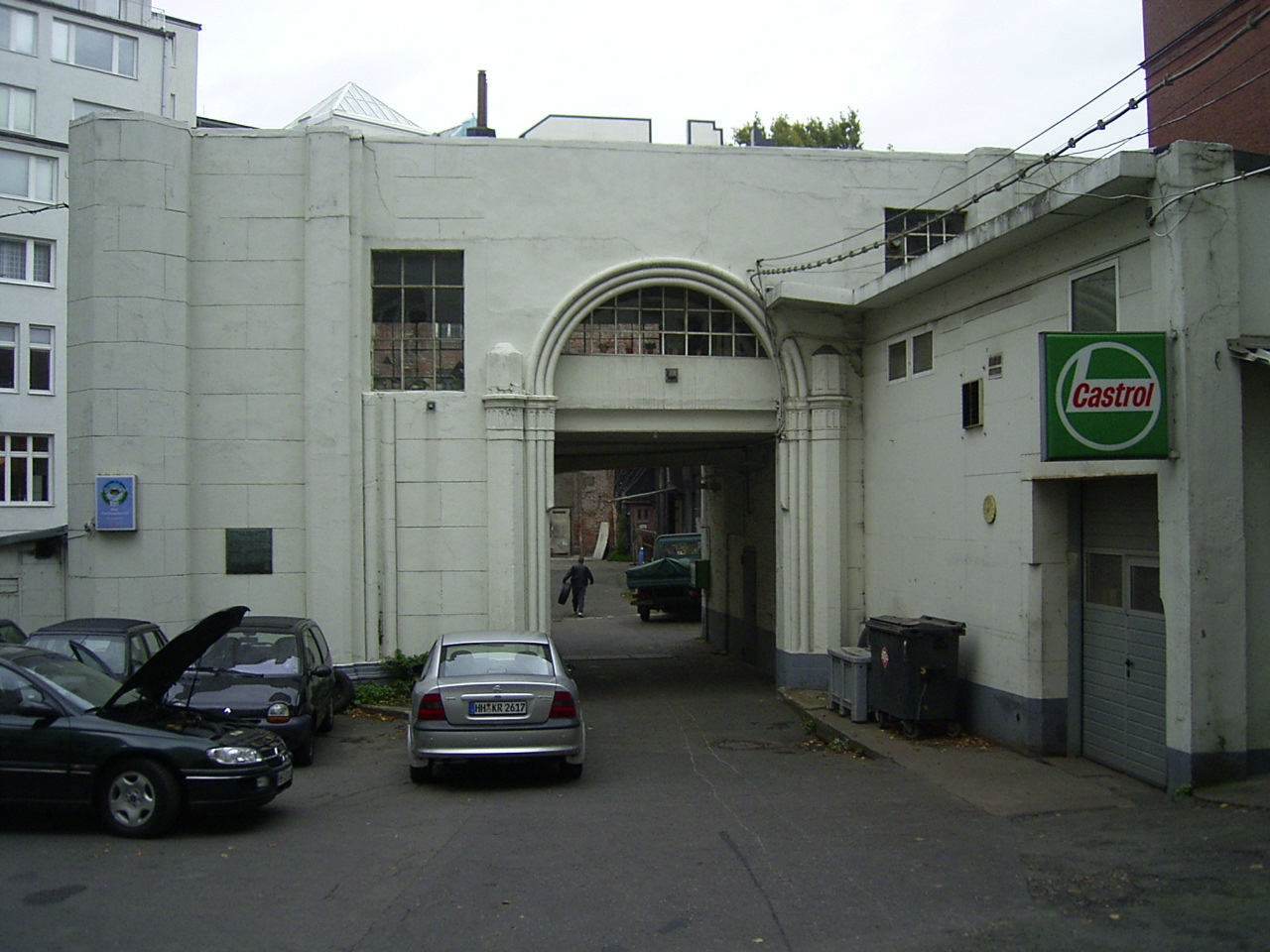
Israelitischer Tempel, Hambourg.

Le mouvement réformé se composait de divers courants préconisant des réformes assez radicales dans la théologie et les pratiques judaïques. Se basant sur l’analyse historique et les Études juives (Wissenschaft des Judentums) commencées par Leopold Zunz (1794-1886), ils déniaient à la Torah et au Talmud toute valeur de parole divine intouchable, et jugeaient de nombreuses observances halakhiques contraignantes comme inutiles, sans fondement et obsolètes. Certains réformés proposèrent même l'abandon de la cacherout, du chabbat et de la circoncision. La liturgie fut simplifiée : on utilisa des livres de prières (siddour) en allemand, les services furent abrégés et s'enrichirent d'un sermon et d'un accompagnement musical.
Ces transformations étaient justifiées par une vision hégelienne de l'histoire qui en faisait une révélation en marche, remplaçant la vision traditionnelle d'une révélation déjà accomplie. Les juifs n'étaient plus un peuple en exil attendant son propre salut replié sur lui-même, mais une communauté présente au monde, dont la mission était de proclamer le monothéisme. L'idée de rebâtir le temple de Jérusalem et d'y reprendre les sacrifices fut abandonnée, ainsi que les prières pour le rétablissement d'un État propre. Le mouvement réformé à ses débuts était anti-sioniste et préconisait l'allégeance nationale exclusive au pays de résidence.
Ces réformes manifestaient un besoin de renouveau religieux, mais également un désir de moins se démarquer du reste de la société, d'où certains aspects offrant une ressemblance extérieure avec le protestantisme : nouveau costume des rabbins, nom des lieux de culte (synagogue changé en temple), proposition d'un rite de confirmation pour les adolescents.
L'Union réformée de Berlin était la plus radicale, mais tous les partisans du mouvement progressiste ne souhaitaient pas des changements aussi poussés. Des rencontres rabbiniques eurent lieu à Brunswick en 1844, à Francfort en 1845 et à Breslau en 1846. L'unanimité ne fut pas atteinte et en 1854, Zacharias Frankel (1801-1875), directeur du séminaire de Breslau, fonda le mouvement Massorti dit « conservateur », progressiste mais moins radical que les Unions réformées. Ultérieurement, le mouvement réformé revint lui aussi sur certaines de ses positions les plus extrêmes.
La synagogue Temple de Lemberg (1846-1941), en Galicie autrichienne, est une des premières synagogues réformées à l'est de l'Allemagne.
En 2006 a eu lieu l'ordination de trois rabbins en Allemagne, sortis du collège Abraham Geiger de Potsdam, d'inspiration libérale. Ce sont les premiers rabbins ordonnés dans ce pays depuis le nazisme.

## En France
La révolution française et l’héritage des Lumières conduisent à des changements importants au sein de la société française. L’étude scientifique du judaïsme connue en Allemagne sous le nom de Wissenschaft des Judentums ou Science du Judaïsme se développe en France pendant le troisième tiers du XIXe siècle et encourage les Juifs à embrasser la modernité par un judaïsme ouvert et réformé. Son approche doit également permettre la connaissance et la compréhension des valeurs juives aux non-Juifs.
L'un des précurseurs de ce judaïsme réformé est le savant mathématicien et polytechnicien Olry Terquem. Parallèlement à ses activités scientifiques, il mène un combat de polémique littéraire en faveur du judaïsme libéral (notamment sous le pseudonyme de « Tsarphati ») à destination de ses coreligionnaires orthodoxes et milite pour une refonte du judaïsme. Par son érudition, il a été un passeur de sciences entre l’Allemagne et la France, en lisant et en traduisant inlassablement des textes de Berlin. Pour beaucoup de réformateurs, l'étude du Talmud est désormais incompatible avec l'intégration et devient ainsi caduque, comme l'évoque dès 1821 Olry Terquem :
« (…) rien n'a échappé à l'influence dominante, excepté le culte, qui se traîne toujours dans son allure ancienne, avec son accoutrement asiatique, à travers la civilisation européenne… » (Première Lettre d'un israélite français à ses coreligionnaires, Paris, 1821, p. 10).
L'une de ses Lettres porte le titre : « …sur l'urgente nécessité de célébrer l'office en français le jour de dimanche, à l'usage des Israélites qui ne peuvent assister à l'office asiatique de la veille, comme unique moyen de rendre désormais l'éducation religieuse possible en France », ce qui le place délibérément sur une position des plus radicales.

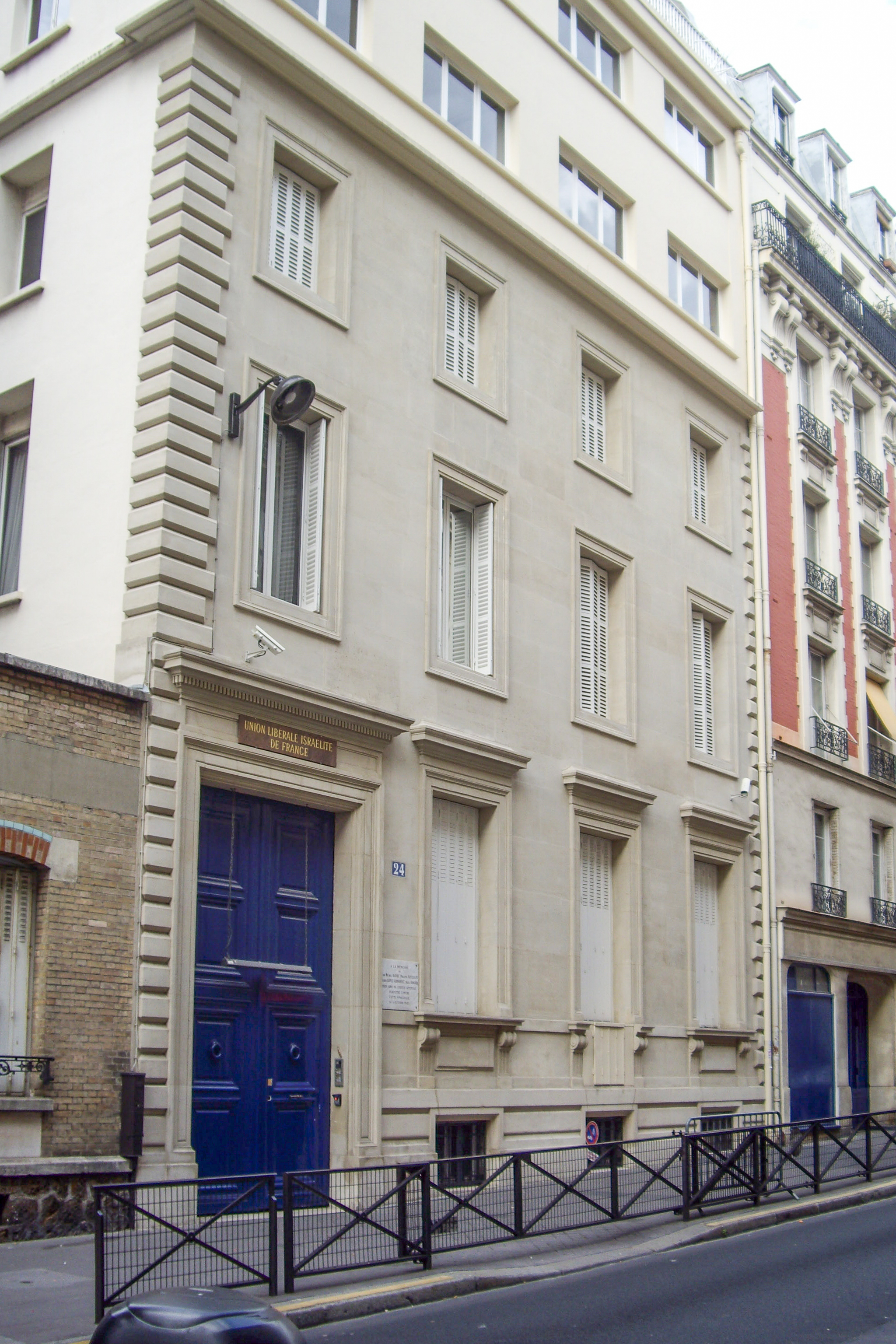
Siège de Union libérale israélite de France, 24 rue Copernic, dans le.

Olry Terquem prône cette réforme pour lui indispensable du judaïsme, afin de faire face aux multiples conversions de Juifs au christianisme (par exemple la conversion des frères Libermann de Saverne). Il prend position dans l’affaire de son frère, le docteur Lazare Terquem converti sur son lit de mort en février 1845 par l’abbé Théodore Ratisbonne, en présence de sa femme et de sa belle-famille (les époux Daniel) qui abjurent en 1837. Cette affaire interpelle les membres du Consistoire qui protestent contre cette prétendue conversion au catholicisme auprès des autorités sans obtenir gain de cause. Olry Terquem estime que le docteur Lazare Terquem « …était non seulement israélite, mais encore anti-catholique au suprême degré », et condamne avec énergie le comportement du père Théodore Ratisbonne qui « …travaillé d’une maladie qu’on peut appeler la baptisalgie, serait prêt à arroser d’eau lustrale tout un cimetière d’Israélites ».
Ses Lettres tsarphatiques d’Olry Terquem le placent au rang de réformateur d'un judaïsme éclairé et précurseur qui affirme la concordance entre la tradition, la culture, la foi et les principes du judaïsme et le monde dans lequel nous vivons. La connaissance est nécessaire à la conscience, la compréhension est indispensable à l’observance et l’étude doit se poursuivre tout au long de la vie.
Dès le début du XXe siècle s'organise et se développe en France ce mouvement progressiste ou réformiste, aujourd’hui appelé judaïsme libéral, ayant pour objectif d’endiguer la désaffection des Juifs pour la synagogue ou la religion par une simplification des rites, une modernisation du culte et l‘introduction du français. En ces années déjà se développe un discours qui remet en cause une telle conception du judaïsme, en y voyant, outre les incohérences doctrinales sur lesquelles il repose, une dilution de l'identité juive qui rend impossible sa transmission transgénérationnelle. Ce judaïsme dit éclairé proclame l’importance de la charité (Tsedaka), croit dans le dialogue avec les autres religions et revendique l’égalité parfaite entre hommes et femmes dans tous les aspects de la vie juive.
Ce mouvement libéral se concrétise en France au début du XXe siècle par la création un premier soir de Hanoucca, le 1er décembre 1907, de l’Union libérale israélite (ULI), par le rabbin Louis-Germain Lévy, devenue plus tard Union libérale israélite de France (ULIF) et mieux connu sous le nom de « synagogue de Copernic » car elle tire son nom d'une synagogue dédiée à la communauté libérale et située au 24, rue Copernic dans le 16e arrondissement de Paris.
Cette forme de judaïsme prend un essor bien plus important après la Seconde Guerre mondiale et reste considérée comme dissidente par rapport au Consistoire israélite de France, ce qui a certes constitué un frein sérieux à son développement comme pour tous les courants qui n’étaient pas déjà représentés au sein du Consistoire. À peine nommé au Consistoire israélite de France, le nouveau grand-rabbin Gilles Bernheim a déclaré en 2008 qu’il ne reconnaîtrait jamais le judaïsme libéral et que ce mouvement ne serait jamais accepté au Consistoire.
Pendant plus de soixante ans, l’ULI ou « synagogue de Copernic » selon le nom donné le plus souvent, fut donc la seule synagogue libérale du pays.
Le 2 juin 1977, à l'issue d'une grave crise institutionnelle, le rabbin Daniel Farhi, entouré d'une cinquantaine de familles, quitte « Copernic » et crée avec Roger Benarosch (président) et Colette Kessler (directrice de l'enseignement) le MJLF (Mouvement juif libéral de France). C'est à partir de cette première scission et dans cette dynamique que trois autres communautés libérales se créeront au fil des ans. La CJL (Communauté juive libérale) par le rabbin Pauline Bebe et Remy Schwartz, Guehilath Guesher par le rabbin Tom Cohen, et enfin l'AJTM (Alliance pour un judaïsme traditionnel et moderne) par le rabbin Gabriel Farhi.
En 2018, il y a douze rabbins libéraux en exercice en France, dont cinq sont des femmes : Pauline Bebe, Floriane Chinsky et Delphine Horvilleur exercent dans des communautés parisiennes, Sophie Bismut à Marseille depuis 2024, Daniela Touati à Lyon depuis 2020 et Iris Ferreira à Strasbourg depuis 2021. Iris Ferreira est aussi la première femme ordonnée en France, les autres femmes rabbins ayant été ordonnées en dehors du pays.
En septembre 2019, l’Union libérale israélite de France (Ulif-Copernic) et le Mouvement libéral Juif de France (MJLF) opèrent un rapprochement qui permet la naissance de Judaïsme en mouvement, animé par les rabbins Yann Boissière, Floriane Chinsky, Philippe Haddad, Delphine Horvilleur et Jonas Jacquelin avec Jean-François Bensahel et Gad Weil.

## Aux États-Unis et au Canada

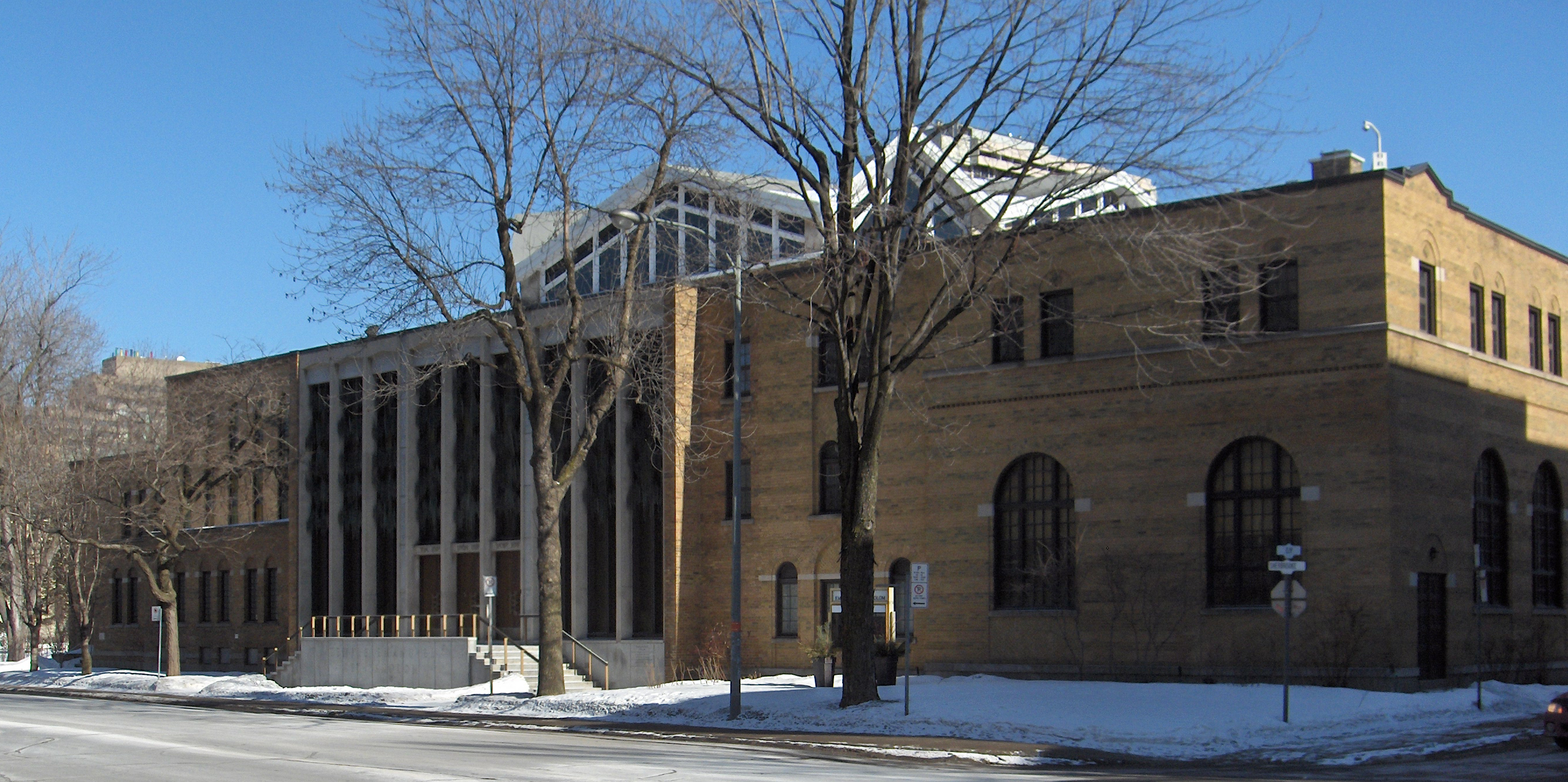
La plus vieille synagogue réformiste au Canada, le Temple Emanu-El-Beth Sholom (datant de 1882) dirigé par une femme rabbin, Rabbi Lisa J. Grushcow. La synagogue est située à Westmount, dans l'agglomération de Montréal.

Bien que né en Allemagne, le judaïsme réformé est aujourd'hui devenu un mouvement à nette prédominance américaine, où il serait d'ailleurs le courant majoritaire. Au milieu du XIXe siècle le mouvement réformé s'implanta sous le nom de Reform judaism aux États-Unis où il compte 2 millions d'adhérents (près de la moitié des 5 200 000 de juifs aux États-Unis).
« Les principes fondateurs du mouvement réformé américain, décrit dans la plate-forme de Pittsburgh de 1885, ont affirmé un engagement monothéiste, mais ont rejeté plusieurs des pratiques rituelles [traditionnelles], y compris les lois qui régissent la nourriture, la pureté sacerdotale et les vêtements, comme des insultes à la sensibilité moderne. […] [la Plate-forme] a également rejeté l'objectif d'un retour à Sion ».
Le premier siddour (livre de prière) du mouvement, de 1892, était radicalement en rupture avec la tradition : refus du retour à Sion, de la résurrection des morts, de la notion de peuple élu. Les rabbins étaient rebaptisés « ministre » (du culte), comme dans le protestantisme. Par la suite, le ralliement au mouvement (d'origine allemande) de nombreux Juifs émigrés d'Europe orientale, et plus traditionalistes, rapprocha la doctrine de la tradition, une tendance lente mais permanente depuis les origines du mouvement.
Dans l'édition 1922, le terme « rabbin » a été substitué au « ministre » original.
L'édition 1941 exprimait son soutien au sionisme.
En 1998, Conférence centrale des rabbins américains (la direction réformée), adopta une décision favorisant le respect de la cacherout et du chabbat, un mouvement de retour partiel vers la tradition aboutissant à un nouveau livre de prière, le Mishkan T'filah. Celui-ci, « est plus traditionnel […] en termes de restauration de la liturgie traditionnelle ». Mais s'il se rapproche des anciens rituels, le judaïsme réformé reste fermement attaché à diverses innovations, comme sa consécration de rabbins de sexe féminin, ou une plus grande souplesse dans les conversions au judaïsme.

## En Suisse
Le judaïsme réformé est représenté en Suisse par la Plateforme des Juifs Libéraux de Suisse regroupant des communautés à  Genève, Bâle et Zürich.

## En Hongrie
En Europe centrale, il est particulièrement bien implanté en Hongrie, notamment à la Grande synagogue de Budapest sous la forme du judaïsme néologue.

## Israël
En Israël, les réformés (comme les conservateurs et les reconstructionnistes) n'ont eu longtemps aucun poids. Sous l'influence d'une alya croissante de juifs américains, plusieurs communautés existent aujourd'hui, dont l'activité va en progression. Le Mouvement israélien pour le judaïsme progressiste regroupe plus de 180 000 adhérents. Les tensions avec les juifs orthodoxes (et plus encore avec les haredim) sont parfois importantes.